# Simon Špilak
Simon Špilak (Tišina, 23 de juny de 1986) és un ciclista eslovè, ja retirat, que fou professional del 2005 al 2019, quan l'equip Team Katusha Alpecin, amb què corria, anuncià la seva dissolució.
En el seu palmarès destaca la victòria al Tour de Romandia de 2010, després de la desqualificació per dopatge d'Alejandro Valverde, i la Volta a Suïssa de 2015 i de 2017.

## Palmarès
- 2003
  - 1r al Gran Premi dell'Arno
- 2004
  -  Campió d'Eslovènia en ruta junior
  -  Campió d'Eslovènia de contrarellotge junior
  - 1r a la Lieja-La Gleize
  - 1r al Gran Premi General Patton
  - 1r al Gran Premi dell'Arno
- 2005
  -  Campió d'Eslovènia en ruta sub-23
- 2006
  - 1r al Trofej Plava Laguna 1
- 2007
  - 1r a La Côte Picarde
- 2009
  - Vencedor d'una etapa de la Volta a Eslovènia
- 2010
  - 1r al Tour de Romandia i vencedor d'una etapa
- 2013
  - 1r al Gran Premi Miguel Indurain
  - Vencedor d'una etapa al Tour de Romandia
  - 1r al Gran Premi de Frankfurt
- 2014
  - Vencedor d'una etapa al Tour de Romandia
  - Vencedor d'una etapa al Critèrium del Dauphiné
  - Vencedor d'una etapa a la Arctic Race of Norway
- 2015
  - 1r a la Volta a Suïssa
- 2017
  - 1r a la Volta a Suïssa i vencedor d'una etapa

### Resultats al Giro d'Itàlia
- 2008. 48è de la classificació general
- 2011. 117è de la classificació general

### Resultats al Tour de França
- 2009. 109è de la classificació general
- 2010. Abandona (17a etapa)
- 2014. Abandona (17a etapa)